# Rachel Siewert

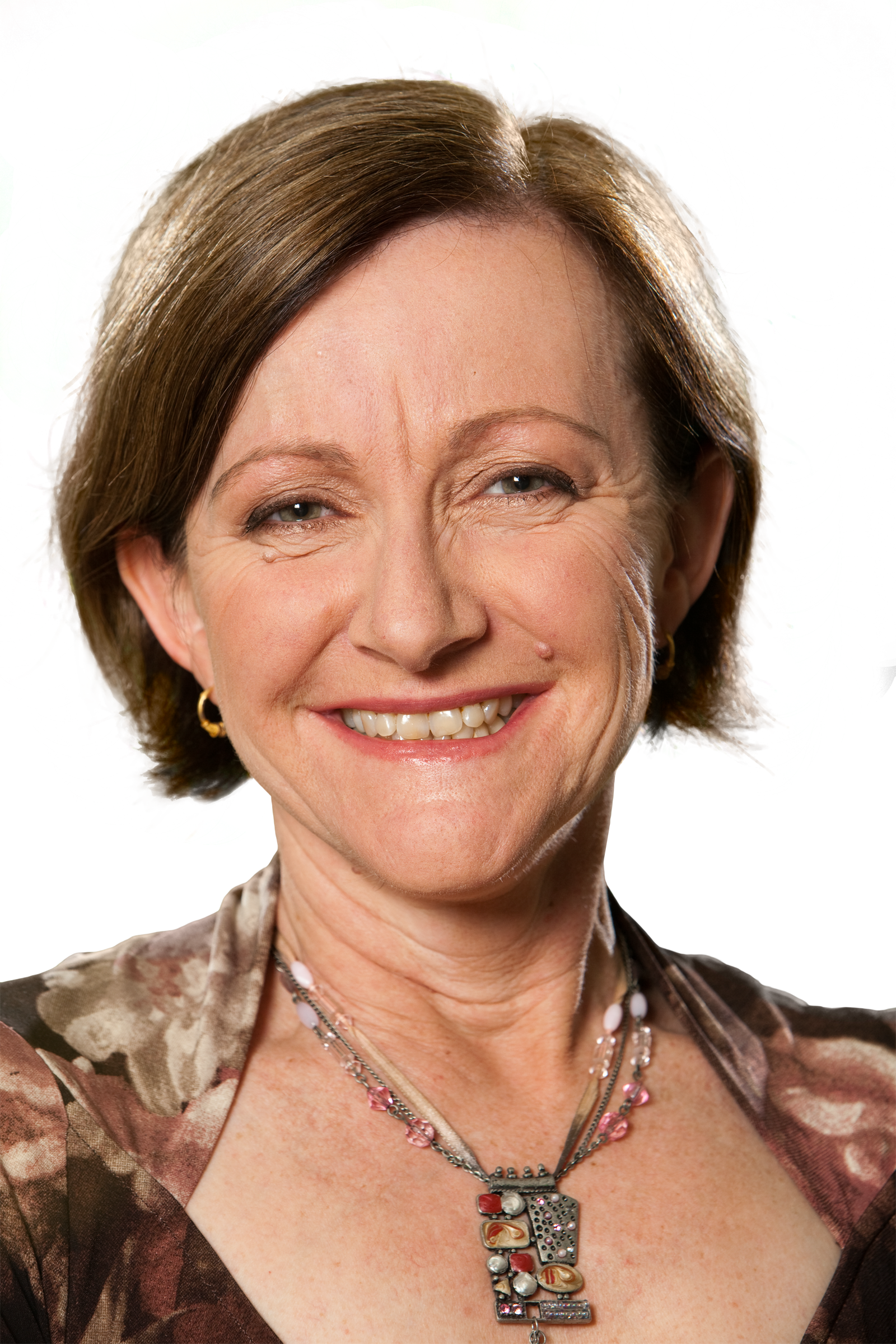
Rachel Siewert

Rachel Siewert (* 4. November 1961 in Sydney) ist eine australische Politikerin.

## Leben
Nach ihrer Schulzeit studierte Siewert Agrarwissenschaften an der University of Western Australia. Nach dem Ende ihres Studiums war sie im Landwirtschaftsministerium des Bundesstaates Western Australia tätig. Siewert ist Mitglied der Australian Greens. Vom 1. Juli 2005 bis zum 6. September 2021 vertrat Siewert als Senatorin im Australischen Senat den Bundesstaat Western Australia.
2003 wurde sie mit einem Bessie Rischbieth Conservation Award geehrt.